# Christoph Gabriel
Christoph Gabriel (* 30. September 1967) ist ein deutscher Sprachwissenschaftler (Romanistik).

## Leben
Von 1991 bis 1997 studierte er die Lehrfächer Französisch (TU Berlin) und Musik (Hochschule für Musik und Theater Hannover, Hochschule der Künste Berlin) (1997 erstes Staatsexamen (Musik und Französisch)). Das Promotionsstudium (1997–2000) an der Technischen Universität Berlin (gefördert durch ein Graduiertenstipendium des Landes Berlin) schloss er 2000 die Dissertation (Technische Universität Berlin) ab. Von 2000 bis 2006 war er wissenschaftlicher Assistent (C1) für Romanische Sprachwissenschaft an der Universität Osnabrück. Im Juli 2006 hielt er die Antrittsvorlesung am Fachbereich Sprach- und Literaturwissenschaft in Osnabrück und damit förmlicher Abschluss des Habilitationsverfahrens (venia legendi Romanische Sprachwissenschaft). Im Wintersemester 2006/2007 war er Lehrbeauftragter am Institut für Romanistik der Universität Hamburg. Ab April 2007 war er
Professor (W2) für Linguistik des Spanischen und Französischen in Hamburg. Im Juli 2009 lehnte er den Ruf auf eine W3-Professur Romanische Sprachwissenschaft an die Georg-August-Universität Göttingen ab. Ab September 2009 blieb er in Hamburg und wechselte auf die W3-Professur Romanistische Linguistik. Im Januar 2015 erhielt er Rufe auf eine W3-Professur Romanische Sprachwissenschaft (Hispanistik) an die Universität Bremen (abgelehnt) und auf eine W3-Professur Romanische Sprachwissenschaft (Spanisch und Französisch) an die Universität Mainz. Ab Oktober 2015 ist er Professor für Romanische Sprachwissenschaft (Spanisch und Französisch) an der Johannes-Gutenberg-Universität Mainz.

## Schriften (Auswahl)
- Fokus im Spannungsfeld von Phonologie und Syntax. Eine Studie zum Spanischen. Frankfurt am Main 2007, ISBN 3-86527-357-2.
- mit Maria Selig und Trudel Meisenburg: Spanisch: Phonetik und Phonologie. Eine Einführung. Tübingen 2013, ISBN 978-3-8233-6722-2.
- mit Trudel Meisenburg: Romanische Sprachwissenschaft. 4. Auflage, Brill Fink, Paderborn 2021, ISBN 978-3-8252-5779-8.
- mit Natascha Müller und Susann Fischer: Grundlagen der generativen Syntax. Französisch, Italienisch, Spanisch. Berlin 2018, ISBN 3-11-056125-5.
- mit Randall Gess und Trudel Meisenburg (Eds.): Manual of Romance phonetics and phonology (Manuals of Romance Linguistics 27). Berlin: De Gruyter, 2022, https://doi.org/10.1515/9783110550283.